# British Catholic History
British Catholic History é um jornal acadêmico semestral revisado por pares publicado pela Cambridge University Press em nome da Catholic Record Society . A revista cobre o estudo da história católica nas Ilhas Britânicas. O editor-chefe é Katy Gibbons  (University of Portsmouth).

## História
A revista foi criada em 1951 sob o título de Estudos Biográficos de Católicos Ingleses, sob a direção de AF Allison (Biblioteca Britânica) e DM Rogers (Biblioteca Bodleian). Com o volume 5 (1959), o título foi alterado para Recusant History: A Journal of Research in Post-Reformation Catholic History in British Isles, uma referência à não conformidade como uma característica definidora do catolicismo inglês moderno inicial e um afastamento do mais estrito foco biográfico das primeiras edições. Obteve o título atual em 2015 com a mudança para a Cambridge University Press.